# Sender Dannenberg/Zernien
Der Sender Dannenberg/Zernien ist eine Sendeanlage des Norddeutschen Rundfunks für UKW und TV (DVB-T) am östlichen Ortsrand von Zernien, direkt an der Bundesstraße 191 gelegen.

## Beschreibung
Der Sender Dannenberg/Zernien, der 1953 in Betrieb ging, verwendet als Antennenträger einen 258 Meter hohen, abgespannten Stahlgittermast. Er war zum Zeitpunkt seiner Fertigstellung eines der höchsten Bauwerke in Norddeutschland.
Der Sender versorgt das Wendland, die östliche Lüneburger Heide sowie Teile Mecklenburg-Vorpommerns und Sachsen-Anhalts mit UKW-Rundfunk und dem NDR-Bouquet 1+2 im TV-Bereich. Im Rahmen der Mitbenutzung werden auch die Programme der landesweiten niedersächsischen Privatsender von diesem Mast abgestrahlt. Aufgrund der hohen geographischen Lage und der hohen Sendeleistungen, war es zur Zeit der Deutschen Teilung möglich, mit dem Sender weite Teile der DDR mit West-Rundfunk zu versorgen.
Der Sender Dannenberg/Zernien wird oft auch fälschlicherweise als Rundfunksender Hohenmechtin oder als Rundfunksender Dannenberg bezeichnet und oft auch für den Standort des einstigen Mittelwellensenders Dannenberg gehalten. Letzterer befand sich aber im Unterschied zu dieser Anlage, die auf dem Areal der Gemeinde Zernien steht, auf Dannenberger Gemarkung östlich des Ortsteils Pisselberg.

## Ausgestrahlte Programme

### Analoges Radio (UKW)
In UKW werden folgende Programme ausgestrahlt:
| Programm              | Frequenz  | ERP   | RDS PS                                       |
| --------------------- | --------- | ----- | -------------------------------------------- |
| NDR Info              | 90,7 MHz  | 3 kW  | NDR_Info                                     |
| NDR 1 Niedersachsen   | 91,2 MHz  | 25 kW | NDR1_NDS                                     |
| NDR Kultur            | 93,3 MHz  | 10 kW | NDR_Kult                                     |
| N-JOY                 | 94,0 MHz  | 1 kW  | _N-JOY_                                      |
| NDR 2                 | 96,4 MHz  | 25 kW | NDR 2 (bzw. bei Regionalprogrammen NDR2_NDS) |
| Radio FFN             | 102,7 MHz | 25 kW | ___ffn__ bzw. ffn-LG__                       |
| Antenne Niedersachsen | 106,1 MHz | 25 kW | ANTENNE_ bzw. ANTENNE-HH                     |

Radio ZuSa hat am 31. März 2021 die Verbreitung seines Programms über den Sender Dannenberg/Zernien 89,7 MHz (vom NDR-Sendemast) beendet.

### Digitales Radio (DAB / DAB+)
Digitaler Hörfunk im DAB+-Standard wird seit dem 28. November 2017 in vertikaler Polarisation im Gleichwellenbetrieb (Single Frequency Network) mit anderen Sendern ausgestrahlt. Ergänzend zum bundesweiten Multiplex ist das Programmangebot des Norddeutschen Rundfunks am 9. Juli 2020 hinzugekommen. In DAB / DAB+ werden folgende Programme ausgestrahlt:
| Block                        | Programme (Datendienste) | ERP (kW) | Antennen- diagramm rund (ND)/ gerichtet (D) | Gleichwellennetz (SFN) |
| ---------------------------- | --- | -------- | ------------------------------------------- | --- |
| 5C DR Deutschland (D__00188) | DAB+ Block der Media Broadcast: - Absolut relax (72 kbps) - Dlf (104 kbps) - Dlf Kultur (112 kbps) - Dlf Nova (104 kbps) - DRadio DokDeb (48 kbps) - Energy Digital (72 kbps) - ERF Plus (64 kbps) - Klassik Radio (72 kbps) - Radio Bob (72 kbps) - Radio Horeb (48 kbps) - Radio Schlagerparadies (64 kbps) - Schwarzwaldradio (64 kbps) - sunshine live (72 kbps) - DRadio Daten (32 kbps Daten) - EPG Deutschland (16 kbps Daten) - TPEG (16 kbps Daten) - TPEG_MM (16 kbps Daten) | 5        | ND                                          | - Baden-Württemberg: Aalen, Baden-Baden (Fremersberg), Bad Mergentheim, Blauen, Brandenkopf, Donaueschingen, Feldberg im Schwarzwald, Freiburg (Vogtsburg-Totenkopf), Geislingen (Oberböhringen), Großerlach (Hohe Brach), Heidelberg (Königstuhl), Heilbronn (Schweinsberg), Hochrhein (Rickenbach), Hornisgrinde, Pforzheim (Schömberg-Langenbrand), Raichberg, Ravensburg (Höchsten), Reutlingen, Stuttgart (Frauenkopf), Ulm (Kuhberg) - Bayern: Amberg (Hirschau), Aschaffenburg (Pfaffenberg), Augsburg (Hotelturm), Bad Tölz (Gaißach), Bamberg (Geisberg), Büttelberg, Brotjacklriegel, Dillberg, Grünten, Herzogstand, Hochberg (Traunstein), Hoher Bogen, Inntal (Ebbs), Ingolstadt (Gelbelsee), Kreuzberg/Rhön, Landshut (Altdorf), München (Olympiaturm), Nennslingen (Büchelberg), Nürnberg, Oberammergau, Ochsenkopf, Passau, Pfänder, Pfaffenhofen, Pfarrkirchen, Pfronten, Regensburg (Hohe Linie), Unterringingen, Untersberg, Wendelstein (Bayrischzell), Würzburg (Frankenwarte) - Berlin: Berlin (Alexanderplatz), Berlin (Scholzplatz) - Brandenburg: Bad Belzig, Booßen, Brandenburg/Havel, Calau, Casekow, Cottbus, Eisenhüttenstadt, Petkus, Pritzwalk, Templin - Bremen: Bremen (Walle), Bremerhaven-Schiffdorf - Hamburg: Hamburg (Moorfleet), Hamburg (Heinrich-Hertz-Turm) - Hessen: Bad Hersfeld (Rimberg), Biedenkopf (Sackpfeife), Fulda (Hummelskopf), Frankfurt (Europaturm), Gelnhausen (Schnepfenkopf), Gießen (Dünsberg), Großer Feldberg, Hardberg, Hohe Wurzel, Hoher Meißner, Kassel (Habichtswald), Mainz-Kastel - Mecklenburg-Vorpommern: Garz (Rügen), Güstrow, Malchin, Neubrandenburg-Süd, Rostock (Toitenwinkel), Röbel, Schwerin (Zippendorf-Gr.Dreesch), Torgelow, Wismar/Rüggow, Züssow - Niedersachsen: Aurich-Popens, Braunschweig (Broitzem), Braunschweig (Drachenberg), Cuxhaven-Stadt, Dannenberg, Göttingen (Bovenden-Osterberg), Hannover (Telemax), Lingen, Lüneburg-Neu Wendhausen, Molbergen-Peheim, Osnabrück (Bramsche-Schleptruper Egge), Hildesheim (Sibbesse), Steinkimmen, Uelzen, Visselhövede, Wilhelmshaven - Nordrhein-Westfalen: Aachen (Karlshöhe), Bielefeld (Hünenburg), Bonn (Venusberg), Dortmund (Florianturm), Düsseldorf (Rheinturm), Eggegebirge, Herscheid, Hochsauerland (Hunau), Hürtgenwald-Großhau, Köln (Colonius), Langenberg, Lügde-Rischenau (Köterberg), Minden (Jakobsberg), Münster (Fernmeldeturm), Schöppingen, Siegen-Süd, Wesel - Rheinland-Pfalz: Bad Kreuznach (Schanzenkopf), Bad Marienberg (Westerwald), Bornberg, Daun (Eifel), Edenkoben (Kalmit), Heckenbach-Schöneberg (Ahrweiler), Idar-Oberstein, Kaiserslautern, Kettrichhof, Koblenz (Kühkopf), Trier (Petrisberg) - Saarland: Merzig-Merchingen, Saarbrücken (Schoksberg) - Sachsen: Chemnitz, Dresden, Geyer, Leipzig, Löbau, Neustadt, Oschatz, Schöneck, Zwickau Ost - Sachsen-Anhalt: Brocken, Burg, Dequede, Petersberg, Pettstädt (Weißenfels), Schneidlingen, Wittenberg - Schleswig-Holstein: Bungsberg, Flensburg, Heide, Helgoland, Hennstedt, Kiel (Kronshagen), Lübeck (Stockelsdorf), Schleswig, Niebüll (Süderlügum), Westerland (Sylt) - Thüringen: Bleßberg (Sonneberg), Erfurt-Hochheim, Gera, Inselsberg, Jena (Oßmaritz), Kulpenberg, Saalfeld (Remda), Lobenstein (Sieglitzberg), Weimar (Ettersberg) |
| 9B NDR NDS LG (D__00375)     | DAB+ Block des Norddeutschen Rundfunks - NDR 1 NDS LG (Lüneburg) (104 kbps) - NDR 2 NDS (104 kbps) - NDR Kultur (104 kbps) - NDR Info NDS (104 kbps) - N-Joy (104 kbps) - NDR Blue (104 kbps) - NDR Schlager (104 kbps) - NDR Info Spezial (104 kbps) - NDR BWS (16 kbps) - ARD TPEG (16 kbps) | 10       | ND                                          | Bispingen, Dannenberg, Heeslingen-Steddorf, Lüneburg-Neu Wendhausen, Rosengarten, Stade, Unterlüß (Südheide), Visselhövede |

### Digitales Fernsehen (DVB-T / DVB-T2)
Die Umstellung des Senders Dannenberg/Zernien auf den DVB-T2-Standard mit HEVC Bildcodierung erfolgte am 22. Mai 2019. Optional lassen sich zusätzliche als Verknüpfung enthaltene Programme über eine Internetverbindung wiedergeben, falls das Empfangsgerät HbbTV (ab Version 1.5) unterstützt (NDR via IP: ARD-alpha HD, rbb Brandenburg HD, SR Fernsehen HD, SWR BW HD, …).
Folgende DVB-T2-Bouquets werden übertragen:
| Kanal | Frequenz (MHz) | Multiplex                        | Programme im Multiplex | ERP (kW) | Antennen- diagramm rund (ND)/ gerichtet (D) | Polarisation horizontal (H)/ vertikal (V) | SFN mit                          |
| ----- | -------------- | -------------------------------- | --- | -------- | ------------------------------------------- | ----------------------------------------- | -------------------------------- |
| 32    | 562            | ARD regional (NDR) Niedersachsen | - NDR Fernsehen HD (Niedersachsen) - WDR Fernsehen (Köln) HD - hr-Fernsehen HD / NDR FS HD (HH)(zeitw.) - mdr Fernsehen (Sachsen-Anhalt) HD / NDR FS HD (MV)(zeitw.) - BR Fernsehen Süd HD / NDR FS HD (SH)(zeitw.) Radio: - N-Joy - NDR 1 NDS HAN - NDR 2 - NDR Info | 32       | ND                                          | H                                         | Dannenberg, Uelzen, Visselhövede |
| 43    | 650            | ARD Digital (NDR)                | - Das Erste HD - phoenix HD - arte HD - tagesschau24 HD - one HD Radio: - NDR Blue - NDR Info Spezial - NDR Kultur - NDR Schlager | 32       | ND                                          | H                                         | Dannenberg, Uelzen, Visselhövede |

 Sendeparameter 
| Verwendet von (HD-Programme pro Mux)   | Modulations- verfahren | Coderate | FFT-Modus    | Guard- intervall | Pilottöne       | Datenrate [Mbit/s] |
| -------------------------------------- | ---------------------- | -------- | ------------ | ---------------- | --------------- | ------------------ |
| ARD Digital (NDR) (5) NDR regional (5) | 64-QAM                 | 1/2      | 16k extended | 19/128           | Pilot Pattern 2 | 18,2               |

### Analoges Fernsehen (PAL)
Bis zur Umstellung auf DVB-T am 13. März 2007 diente der Sender Dannenberg/Zernien als analoger Grundnetzsender (PAL) für Das Erste.
| Kanal | Frequenz (MHz) | Programm        | ERP (kW) | Sendediagramm rund (ND)/ gerichtet (D) | Polarisation horizontal (H)/ vertikal (V) |
| ----- | -------------- | --------------- | -------- | -------------------------------------- | ----------------------------------------- |
| 43    | 647,25         | Das Erste (NDR) | 250      | ND                                     | H                                         |